# 麵包蟲恐嚇信案
25°6′6″N 121°21′47″E / 25.10167°N 121.36306°E
麵包蟲恐嚇信案，媒體又稱蟲蟲恐嚇信案，是發生於2013年12月31日的台灣恐嚇案，這11封恐嚇信分別寄給彰化縣警察局局長官政哲、彰化縣警察局督察長、彰化縣警察局北斗分局局長，以及派出所、量販店業者、肉圓業者等被恐嚇對象。而後續其他地方接連不斷收到恐嚇信，日後各地共27件，包括台北市14件、彰化縣13件。彰化縣13案中，警察單位有6件、社會人士7件。2014年3月11日，警方在高雄市逮捕性侵案通緝犯賴錦賢、林姓女友等人，並移送台中地檢署偵辦。

## 犯案起因
2013年12月31日，彰化縣警察局接到麵包蟲恐嚇信。根據彰化縣警察局證實，從2013年年底，局長、督察長等人先後接到11封恐嚇信，警方已鎖定特定對象。

## 陸續發展情況
知名導演邱瓈寬於2014年2月27日接獲第一封麵包蟲恐嚇信。
藝人蕭敬騰在2014年2月21號收到一封包著冥紙和麵包蟲的恐嚇信。隔天2月22日，知名小籠湯包名店鼎泰豐也收到該恐嚇信。其中針對蕭敬騰恐嚇信共有兩封，時間點在分別於2014年3月6日寄出，一封內裝有穢物指名給蕭敬騰的唱片公司華納音樂及經紀公司喜鵲娛樂、KKBOX，另一封則放入一張AV女優的色情照片給他的經紀人林有慧(summer)。
2014年2月27日，民主進步黨台北市長擬參選人顧立雄證實，他的律師事務所女秘書在上周五收到內有一堆小蟲的電腦打字恐嚇信，因此尚未細看，並將信封放塑膠袋內，為了以專業判斷要保存證物的完整性，並馬上告訴他此事，並在隔天向台北市政府警察局大安分局報案，將恐嚇信等證物送交警方處理，由女秘書前往製作筆錄。警方指出，該幾封恐嚇信的外觀均為普通白色信封，並以影印紙列印被害人姓名、住址；每封信均貼三張郵票，且郵票形式和郵戳日期均相同，幾乎肯定是同一人所為。
2014年3月5日，知名命理師江柏樂於當天下午也收到裝有麵包蟲的恐嚇信後，立即到台北市政府警察局士林分局天母派出所報案。警方得知後也派人將證物取回刑事警察局進行化驗。晚間7點多，江柏樂在天母派出所做完筆錄後離開時，得知鼎王麻辣鍋也收到恐嚇信，他驚訝表示，這一連串的恐嚇信應該都是同1人，自己為人行善、從未得罪別人；懷疑是日前解析蕭敬騰運勢時斷言蕭敬騰在2016年後運勢可能會走下坡，導致蕭敬騰死忠粉絲不滿，而遭到恐嚇。而第七發恐嚇信對象為寄給鼎王麻辣鍋台北市長安東路分店的麵包蟲恐嚇信，從台中市豐原區寄出，該信封寄件人署名「FBI帥哥鄧佳華」；警方懷疑「暴牙哥」鄧姓男子遭人冒名，請他到案說明，鄧男表示「自己網路樹敵太多，遭有心人嫁禍陷害」。警方初步排除鄧男涉案可能，但為求謹慎，仍採集鄧男的指紋與唾液進行比對。
2014年3月6日，彰化縣警察局刑事警察大隊副隊長陳清表示，從二月二十六日起，彰化共收到五封麵包蟲恐嚇信，包括某鄉鎮市長及知名的肉圓業者、蚵嗲業者、賣扁食業者還有知名大賣場，牛皮紙信封內附上奠儀白包，背後用手寫「手頭緊」字眼及透明塑膠袋裝著麵包蟲，被害人收到信後向警方報案。警方表示，初步認定是賴姓通緝犯所為，正全力追緝。
2014年3月10日，邱瓈寬又接獲一封恐嚇信，歹徒在信中威脅要傷害或綁架她就讀國小六年級的兒子，讓她相當震驚與憤怒，當天晚上在與助理前往台北市政府警察局刑事警察大隊報案。導演朱延平得知此事，震怒：「恐嚇的人真是太可惡了，還要牽扯到小孩，真是太過分，這種人是鱉三、俗辣！我只能說，恐嚇的人是自己找倒楣：阿寬（邱瓈寬）她的個性有仇必報，而且十倍奉還。」邱瓈寬在臉書大罵嫌犯，喊話「有種直接動我」。
2014年3月21日，鼎泰豐信義分店在營業時發現門口信箱有封白色信件，店員打開後看到裡面裝有麵包蟲和冥紙，立即向警方報案。

## 後續處理
2014年3月11日晚間8點，警方據通聯紀錄於高雄市三民區逮捕32歲的性侵案通緝犯賴錦賢，他涉嫌寄送麵包蟲恐嚇信給蕭敬騰等人。賴嫌偵訊時初步坦承，曾寄送20餘件恐嚇信函，希望藉此獲取媒體反應及關注。刑事警察局局長林德華在3月12日宣布逮捕賴錦賢，起出電腦主機一台、手機八支、預付卡等證物一批，今天下午將賴嫌從台北地檢署移送台中地檢署發監執行；台中地檢署表示，由於賴嫌所涉恐嚇案部分，管轄權分別在北檢、彰化地檢署，中檢將與北檢、彰檢協商後續偵辦管轄事宜。至於賴錦賢的林姓女友在大學畢業沒多久，聽到男友因不滿她違反《著作權法》被查獲而寄恐嚇信，一度掩面哭泣；男友雖然投靠她，但她否認知道男友犯案。2014年3月12日下午2時，林姓女友被依《中華民國刑法》藏匿人犯罪移送高雄地檢署偵辦。林有慧表示，他們無法理解賴嫌的心態與說詞，不過還得等警方釐清說明。

## 相關連結
- 麵包蟲恐嚇案 主嫌坦承寄彰警 （页面存档备份，存于）
- 麵包蟲恐嚇案 共27件 （页面存档备份，存于）
- 麵包蟲恐嚇信嫌犯落網 稱要造成警方困擾 （页面存档备份，存于）
- 蟲蟲信第6彈　江柏樂「懷疑是蕭敬騰粉絲所為」 （页面存档备份，存于）
- 蟲信嫌犯賴錦賢落網 移台中地檢 （页面存档备份，存于）
- 麵包蟲恐嚇信 台警方接到11封 （页面存档备份，存于）
- 「麵包蟲降頭信」延燒！律師顧立雄證實也收到 （页面存档备份，存于）
- 邱瓈寬再接恐嚇信 威脅兒子安全 （页面存档备份，存于）
- 寶貝兒子遭歹徒鎖定　邱瓈寬：不打死妳我跟你姓 | ETtoday影劇新聞 | ETtoday 新聞雲  （页面存档备份，存于）
- 恐嚇信嫌犯落網 蕭敬騰經紀人：不會鬆懈
- 麵包蟲恐嚇信 彰化縣收到5封 | 社會 | 即時新聞 | 聯合新聞網  （页面存档备份，存于）